# Inocencio X (Velázquez)
El Retrato de Inocencio X es una pintura realizada al óleo sobre lienzo por Diego Velázquez, en el verano de 1650. Actualmente se encuentra en la Galería Doria Pamphili de Roma, también conocida como Palazzo Doria-Pamphili.

## La historia
El cuadro se realizó durante el segundo viaje a Italia de Velázquez entre principios de 1649 y mediados de 1651. Hay constancia documental de que el papa posó para Velázquez en agosto de 1650. El cuadro aparece firmado en el papel que sostiene el pontífice, donde se lee: «Alla santa di Nro Sigre / Innocencio Xº / Per / Diego de Silva / Velázquez dela Ca / mera di S. Mte Cattca»
En aquella época no era habitual que los papas accediesen a posar para artistas extranjeros. En este caso el pontífice hubo de hacer una excepción porque Velázquez gozaba de buenas referencias: viajaba a Italia como pintor de Felipe IV, y además es muy posible que Inocencio conociese al pintor desde décadas antes. En 1625 Inocencio había viajado a Madrid acompañando como datario al nuncio Francesco Barberini, quien posó para Velázquez. 
En las mismas fechas de este retrato, Velázquez hizo otros de menor formato de personajes próximos a Inocencio X, incluido su barbero Michel Angelo Augurio, si bien ninguno está fechado y pueden ser posteriores en unos meses a la efigie del papa. Tres de estos retratos se conservan: en la Hispanic Society de Nueva York (Camillo Astalli), en el palacio de Kingston Lacy, Reino Unido (Camillo Massimi), y en el Museo del Prado (Ferdinando Brandani). Este último, antes conocido como El barbero del Papa, fue adquirido por el museo madrileño en 2003 suponiéndose que era el citado Augurio, y luego se desveló la verdadera identidad del personaje. 
Se cuenta que, cuando el papa vio terminado su retrato, exclamó, un tanto desconcertado: Troppo vero! («demasiado veraz»), aunque no pudo negar la calidad del mismo. El pontífice obsequió a Velázquez con una medalla y una cadena de oro, que figurarían entre los bienes del pintor cuando este falleció.
El cuadro se ha mantenido en manos del mismo linaje desde que se pintó; primero en la familia Pamphili, y luego en la Doria-Pamphili cuando ambas se unieron. Dado su incalculable valor y por evitar riesgos, la familia propietaria no suele prestarlo a ningún museo; pero en 1996, coincidiendo con unas obras de modernización en el palacio, accedió a exhibirlo en el Museo del Prado de Madrid y en la National Gallery de Londres .
El pintor Joshua Reynolds lo alabó como «el mejor retrato de toda Roma» (elogio que sería secundado, un siglo después, por Oscar Wilde) y un crítico comentó que «al lado hay colgada una Virgen de Guido Reni, que por comparación parece de pergamino». El historiador Hippolyte Taine consideró este retrato como «la obra maestra de todos los retratos» y que «una vez visto, es imposible de olvidar».

### Réplicas y copias
Del retrato original conservado en Roma derivan diversas versiones de autoría discutida, dispersas en varios países. Todas ellas son de formato menor, con el personaje reducido a busto, omitiendo sus manos y el sillón visibles en el cuadro original. Biógrafos de Velázquez mencionan que el artista regresó de Roma a Madrid trayéndose una réplica del retrato, que a juicio de muchos expertos ha de ser el ejemplar conservado en Apsley House, Londres (Wellington Museum). Esta obra fue incluida (catalogada como autógrafa) en la exposición Velázquez y la familia de Felipe IV celebrada en el Museo del Prado en 2013-14.

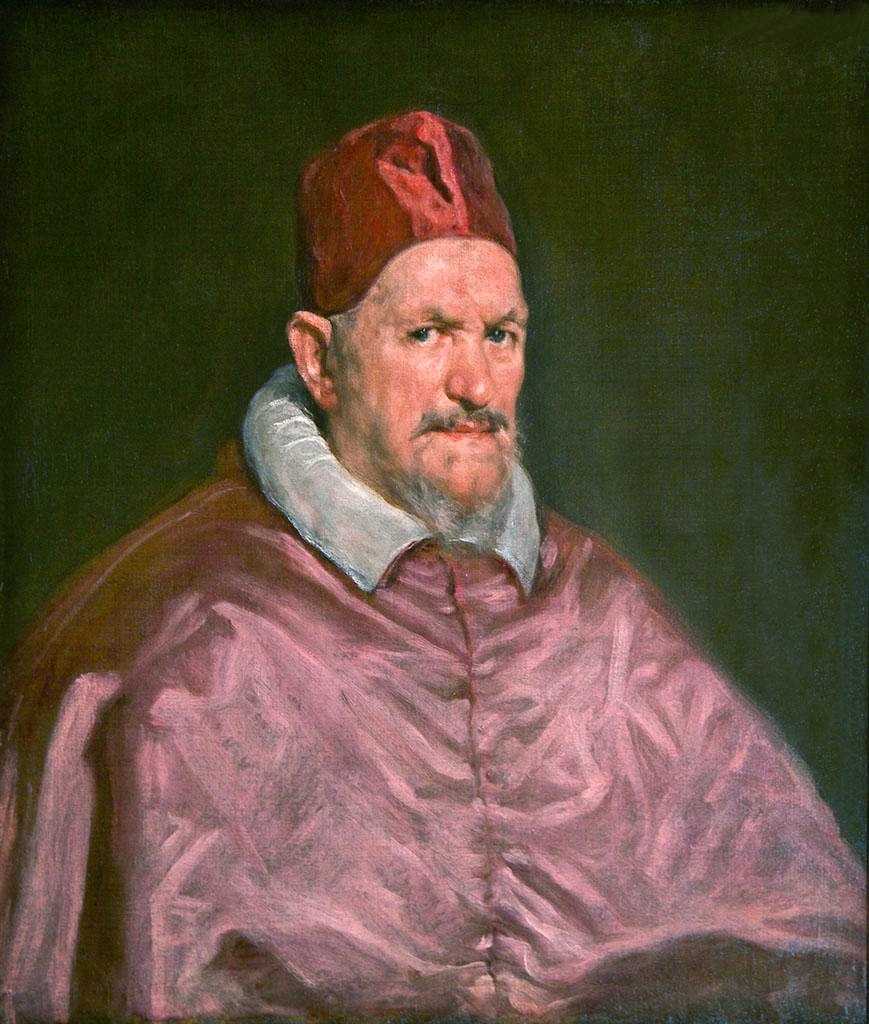
Versión del retrato, considerada réplica autógrafa (Londres, Apsley House, Wellington Museum).

Otro ejemplar, también de formato reducido, se conserva en la National Gallery de Washington; es una de las pinturas que el Museo del Hermitage accedió a vender en los años 30 para obtener divisas, y que terminaron cimentando el museo de Washington. En ocasiones se ha considerado que fue esta la réplica que Velázquez se trajo de Italia, pero las últimas reseñas tienden a dar la primacía a la versión de Londres, de modo que la versión de Washington tiene más opciones de ser una copia ajena.
Otro ejemplar, considerado producto de taller, se conserva en el Museo Isabella Stewart Gardner de Boston.

## La técnica
Una de las virtudes de Velázquez es que era capaz de penetrar psicológicamente en el personaje para mostrarnos aquellos aspectos ocultos de su personalidad. Aunque sus retratos eran calificados de «melancólicos y severos», para el gusto actual resultan mucho más veraces que los de Rubens y Van Dyck, quienes en vida gozaron de mayor éxito comercial porque adulaban a sus clientes embelleciéndolos. 
La expresión del papa es tensa, con el ceño fruncido; totalmente opuesta a los retratos papales realizados por Rafael y Carlo Maratta, que oscilan entre expresiones más o menos introspectivas y afables sin llegar al semblante casi agresivo de Inocencio X.
Técnicamente, el retrato es elogiado por su arriesgada gama de color, de rojo sobre rojo: sobre un cortinaje rojo, resalta el sillón rojo, y sobre este el ropaje del papa. Esta superposición de rojos no consigue aplastar el vigor del rostro. Velázquez no idealiza el cutis del papa dándole un tono nacarado, sino que lo representa rojizo y con una barba desmañada, más de acuerdo con la realidad.

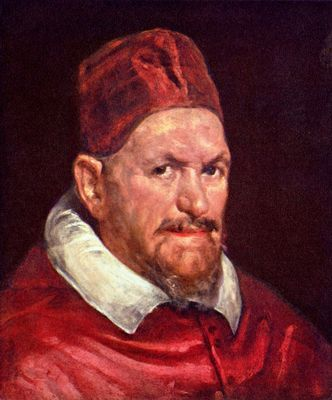
Versión del retrato conservada en la National Gallery de Washington.

Dentro de la evolución pictórica de Velázquez, podemos contemplar que su mano está mucho más suelta, a la hora de pintar, que al comienzo de su carrera, pero que aun así sigue consiguiendo la misma calidad, tanto en los ropajes como en los objetos; se acerca cada vez más al impresionismo si bien la comparación con este movimiento artístico resulta equivocada. Más bien, Velázquez recuperó la tradición colorista de Tiziano y la escuela veneciana.

## Interpretaciones de Francis Bacon
El artista contemporáneo Francis Bacon realizó unas 40 interpretaciones sobre esta obra, tanto del mismo formato como en encuadres limitados a la cabeza. Se cuenta que se basó sólo en fotografías y que nunca vio el cuadro original, a pesar de haber tenido ocasión de ello, alegando que no podría soportar su impacto. Hoy se cree que sí llegó a verlo en Roma, pero que afirmó eso como una «boutade» (ocurrencia) o para mitificar su influencia.

## Apropiaciones de Herman Braun-Vega
Al menos diez obras del pintor peruano Herman Braun-Vega hacen referencia al Retrato de Inocencio X. Estas apropiaciones son generalmente una forma de mirar críticamente a los líderes espirituales y a las Iglesias. Entre estas obras destacan Hello Mister Bacon (1981), que pone en abismo el estudio del retrato del papa Inocencio X por Velázquez de Francis Bacon, I love the neutron bomb (1982), La laïque (1984), el panel derecho del tríptico Dar al Cesar (1992), Deja que los niños pequeños vengan a mí... (2003), El poder se nutre de dogmas (2006) y La plata de los Andes (2010).

## ¿Dibujos preparatorios?

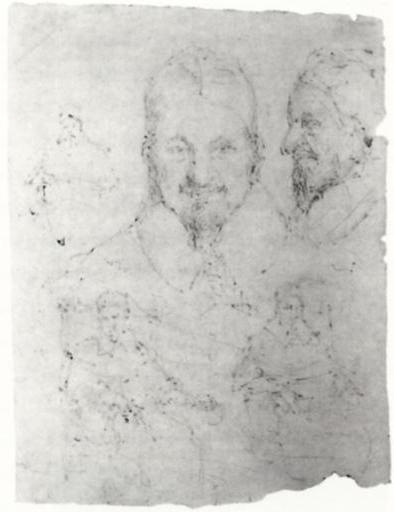
Una de las dos hojas con dibujos parciales del papa, presumibles apuntes tomados por Velázquez para el cuadro final. Ambas hojas se dieron a conocer en 1976 como pertenecientes a la colección T. Allen Heinrich de Toronto.

En 1976, la experta en dibujos Mary Cazort Taylor dio a conocer en su libro "European Drawings from Canadian Collections" dos hojas con dibujos parciales del papa, presumibles apuntes tomados por Velázquez para el cuadro final. El tipo de papel se corresponde con la época, y ambas hojas procedían de la biblioteca del palacio romano de los Doria que alberga el cuadro original. Taylor consideró que estos esbozos podían ser autógrafos del maestro, si bien admitió que la escasez de ejemplos seguros dificultaba un cotejo. En 1976 pertenecían a la colección T. Allen Heinrich de Toronto, y en 1996 el catálogo de la citada exposición del Prado mostró fotografías de ambas hojas y mencionaba que ya no pertenecían a dicha colección. 